# 玛瑙寺
玛瑙寺为位于中国浙江省杭州市西湖区钱塘门外葛岭东、葛岭路17号的一处原佛教讲寺，始建于五代后晋开运三年（946），北宋治平二年（1065）改今额。寺院旧在孤山玛瑙坡，并因其址而得名，南宋绍兴二十二年（1152）迁至今址，原址改作延祥观。今存建筑为清末至民国时重修，主要分前后两院，中轴线上依次为山门三间、月洞门、大殿五间（现存遗址）和后殿五间，东西有厢房数间，旁有园林，为杭州寺院园林的典型代表。台湾历史学家连横曾在1926-1927年居住于此并研究整理文史资料，2008年12月作为连横纪念馆对外开放，现已不再作为宗教建筑使用。